# Comuna de Borowie
Borowie (polaco: Gmina Borowie) é uma gminy (comuna) na Polónia, na voivodia de Mazóvia e no condado de Garwoliński. A sede do condado é a cidade de Borowie.

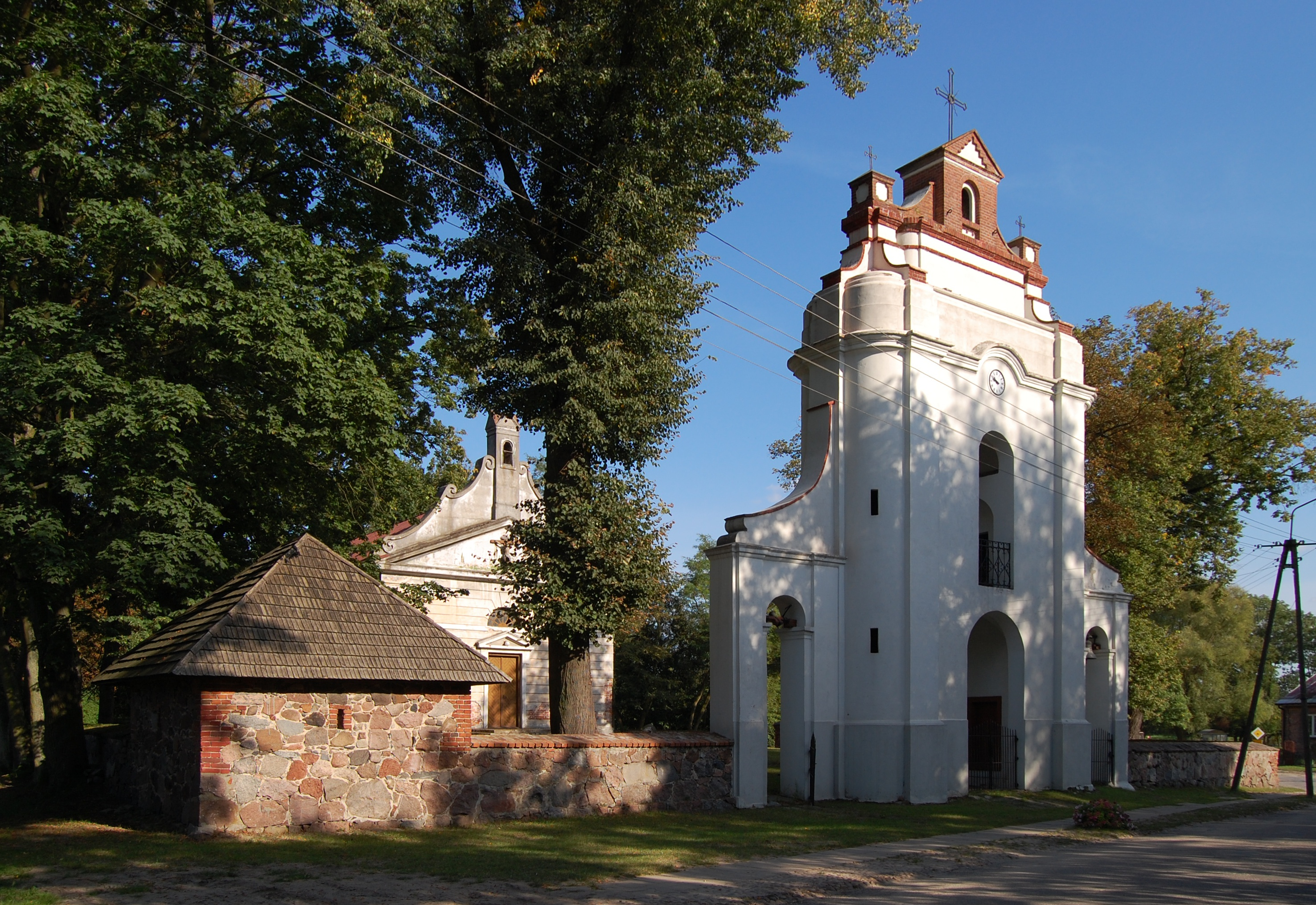
Igreja em Borowie.

De acordo com os censos de 2004, a comuna tem 5151 habitantes, com uma densidade 64,1 hab/km².

## Área
Estende-se por uma área de 80,41 km², incluindo:
- área agricola: 78%
- área florestal: 17%

## Demografia
Dados de 30 de Junho 2004:
|                      | Total   | Total | Mulheres | Mulheres | Homens  | Homens |
| -------------------- | ------- | ----- | -------- | -------- | ------- | ------ |
|                      | pessoas | %     | pessoas  | %        | pessoas | %      |
| População            | 5151    | 100   | 2567     | 49,8     | 2584    | 50,2   |
| Densidade (pop./km²) | 64,1    | 100   | 31,9     | 31,9     | 32,1    | 32,1   |

De acordo com dados de 2002, o rendimento médio per capita ascendia a 1365,14 zł.

## Subdivisões
- Borowie, Brzuskowola, Chromin,Dudka, Filipówka, Głosków, Gościewicz, Gózd, Iwowe, Jaźwiny, Kamionka, Laliny, Łętów, Łopacianka, Nowa Brzuza, Stara Brzuza, Słup Pierwszy, Słup Drugi, Wilchta.

## Comunas vizinhas
- Garwolin, Górzno, Latowicz, Miastków Kościelny, Parysów, Stoczek Łukowski, Wodynie